# Szachy trzyosobowe

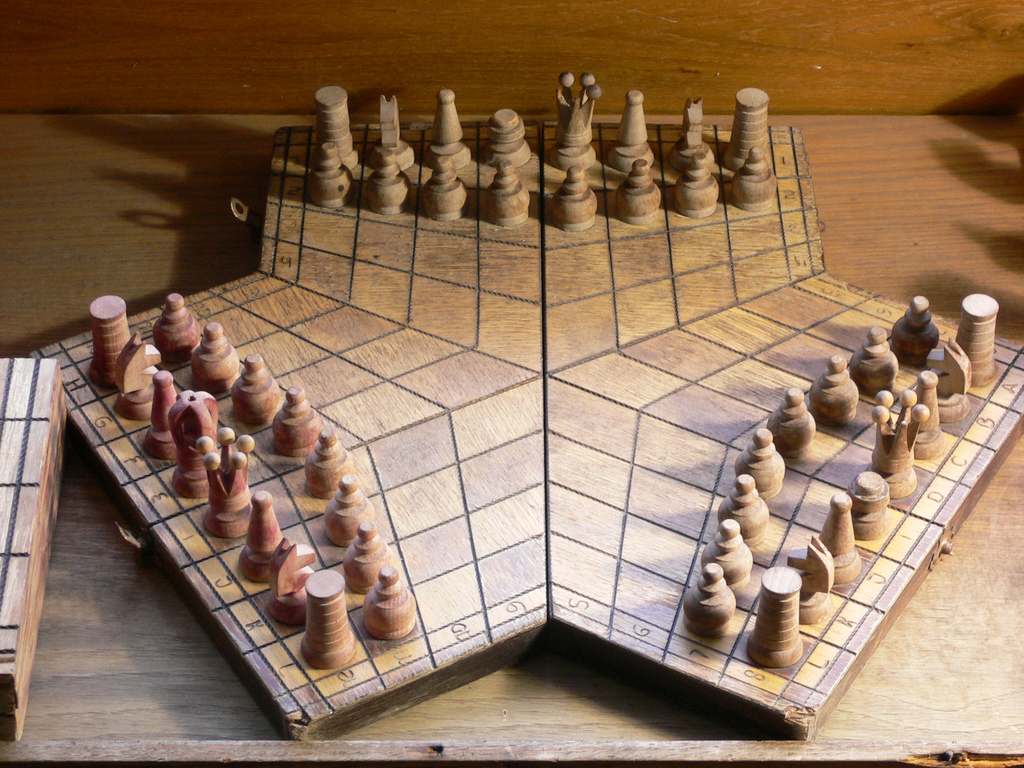
Szachownica przeznaczona do gry w szachy dla trzech osób.

Szachy trzyosobowe – odmiana szachów przeznaczona do gry w trzy osoby. Jako pierwszy opisał je (według własnego pomysłu) Włoch F. Marinelli w 1772. Używa się w niej niestandardowej szachownicy: heksagonalnej lub trójstronnej. 

## Szachownice heksagonalne
- Chesh (autor: Gianluca Moro);
- Chexs (autor: Stephen P. Kennedy);
- Echexs (autor: Jean-Louis Cazaux);
- HEXChess (autor: HEXchess Inc.).
- Szachy dla trzech osób (autor: Robert Zubrin)[1]
- Szachownica dla trzech osób wymyślona przez krakowskiego naukowca, prof. Jacka Filka, na podstawie koncepcji Roberta Zubrina. Właścicielem patentu jest krakowski antykwariusz Jerzy Luberda. Wynalazek został nagrodzony srebrnym medalem na Międzynarodowej Wystawie Wynalazków Idee - Wynalazki - Nowości (Norymberga 1992) i brązowym medalem na Światowej Wystawie Wynalazków (Bruksela 1992).

## Szachownice trójstronne
- Odmiana Selfa (autor: Hency J. Self)
- Szachy potrójne (autor: Filippo Marinelli[2])
- Trioszachy
- Gra Waidera (autor: Waider)

## Inne szachownice
- Szachy trójkolorowe (używa się w nich przestrzennej szachownicy lub szachownicy z trzema kolorami pól);
- 3-man chess (używa się w nich okrągłej szachownicy);
- Szachy Orwella (używa się w nich szachownicy walcowatej, podobnej do tej, jakiej się używa w szachach cylindrycznych);
- Szachownica dla trzech osób – szachownica składająca się z trzech 32-polowych stref (tradycyjnych połówek szachownicy) i dodatkowej, czwartej strefy w kształcie trójkąta równobocznego, która służy wyłącznie do przemieszczania bierek, a nie do zatrzymywania ich na niej (autorzy: Skowron Ryszard, Palęcki Piotr, Klimczak Sebastian)[3].

## Turnieje szachów dla trzech
Pierwszy turniej szachów dla trzech odbył się w Krakowie 17 listopada 1996. Zwycięzcą turnieju został Jakub Filipek.